# Орион (вокально-инструментальный ансамбль)
ВИА «Орион» — советский и российский музыкальный коллектив, работающий в стиле Jazz-Rock.
Основан в 1971 году на базе Калужской областной филармонии и вокально-инструментального ансамбля «Калужанка» Львом Абрамовичем Поливодой (позднее заслуженным артистом России). Помимо артистов из самой Калуги среди членов коллектива были представители и других городов СССР — Москва, Ленинград, Пермь, Гомель и пр. Одним из создателей коллектива является Ян Гальперин.
Изначально ВИА носил название «Беспокойные сердца», но после резкой критики Никиты Богословского на страницах газеты «Комсомольская правда» стал «Орионом» (идея названия принадлежит тогдашнему художественному руководителю филармонии Калуги Льву Ивановичу Пескову).
C 1987 по 1988 год существовал под тем же названием, но под управлением Александра Мостового, гитариста и композитора, бывшего участника музыкальных групп «Синяя птица» и «Коробейники».

## Известные участники[3][4][5]
- Игорь Кашкин
- Олег Ухналёв
- Александр Мостовой
- Дмитрий Галицкий
- Сергей Шафроненко
- Владимир Шурыгин
- Игорь Доценко
- Евгений Тимошенков
- Константин Киселёв
- Юрий Березин
- Инна Курт
- Павел Селезнёв
- Елизавета Слышкина
- Нина Кощуг
- Денис Косякин
- Виктор Кадычев

## Избранные композиции
- Автоответчик (Л.Поливода — Н.Станкевич)
- Ангел мой (Л.Поливода — Н.Станкевич)
- Бархатный сезон (Л.Поливода — В.Курьянов)
- Буги-вуги (Л.Поливода)
- Весенняя Москва (Л.Поливода — В.Курьянов)
- Воспоминания у камина (Л.Поливода — А.Рейнбах)
- Вот и встретились (Л.Поливода — Н.Станкевич)
- Давай забудем обиды (Л.Поливода — Н.Станкевич)
- Девочка-Весна (Л.Поливода — Н.Станкевич)
- Девочка моей мечты (Л.Поливода — Н.Станкевич)
- Жёнушка-жена (Л.Поливода — В.Курьянов)
- Знаешь
- Калуга (Л.Поливода — Н.Станкевич)
- Когда наступит вечер (Л.Поливода — Н.Станкевич)
- Кони (Л.Поливода — В.Курьянов)
- Море (Ялта) (Л.Поливода — В.Бобков)
- Моя Калуга (Л.Поливода — В.Курьянов)
- Моя Калуга (Н.Головатюк— П.Селезнёв)
- Мышка
- Начнём всё заново (Л.Поливода — А.Рейнбах)
- Не вернусь (Л.Поливода — Н.Станкевич)
- Не держи на сердце камень (Л.Поливода — Я.Гальперин)
- Неземная (Л.Поливода — Н.Станкевич)
- Ненаглядная (Л.Поливода — В.Курьянов)
- Осенний дождь (Л.Поливода — В.Криворотенко)
- Осень (Л.Поливода — Н.Станкевич)
- Первый снег (Л.Поливода — В.Дюнин)
- Песня весны (Л.Поливода — Н.Станкевич)
- Пламенный цветок (Л.Поливода — Н.Станкевич)
- Поздняя любовь (Л.Поливода)
- Помни, мальчик мой (Л.Поливода — В.Курьянов)
- Почему же печальна ты (Л.Поливода — Н.Малышева)
- Просто не судьба (Л.Поливода — В.Курьянов)
- Прощальный блюз (Л.Поливода — В.Курьянов)
- Птичка певчая (Л.Поливода — Н.Станкевич)
- Серебряный танец (Л.Поливода — В.Бобков)
- Странно (Л.Поливода — В.Курьянов)
- Странные сны (Л.Поливода — Н.Станкевич)
- Счастливый вечер (Л.Поливода — В.Курьянов)
- Танго мечты (Л.Поливода)
- Танец дождя (Л.Поливода — Н.Станкевич)
- Только ты (Л.Поливода — Н.Станкевич)
- Уходя-уходи (Л.Поливода — Н.Станкевич)
- Хватит горевать (Л.Поливода — В.Курьянов)
- Черёмуха (Л.Поливода — В.Курьянов)
- Чёрная пантера (Л.Поливода — Н.Станкевич)
- Чёрное море (А.Лебедев)
- Это всё весна (Л.Поливода — Н.Станкевич)
- Я ждала тебя долго (Л.Поливода — П.Селезнёв)